# John Lessard
John Lessard (1920-2003) est un compositeur et professeur de musique américain connu parmi ses pairs pour ses œuvres néoclassiques éloquentes et dramatiques pour piano et voix, ensembles de chambre et orchestre, ainsi que pour ses pièces ludiques pour ensembles de percussions mixtes. Il est également un pianiste et chef d'orchestre accompli. 

## Jeunesse
Né John Ayres Lessard à San Francisco le 3 juillet 1920, il est élevé à Palo Alto par des parents d'origine québécoise, parlant couramment le français et l'anglais. Il commence des cours de piano à l'âge de cinq ans, puis des cours de trompette à neuf ans, et deux ans plus tard, il rejoint le San Francisco Civic Symphony Orchestra. Il étudie le piano et la théorie avec Elise Belenky et travaille également brièvement avec le compositeur Henry Cowell. À seize ans, il reçoit une bourse pour étudier avec Arnold Schönberg, mais déçu par sa musique et les perspectives de l'école de Vienne, il refuse la bourse et va étudier en France. De 1937 à 1940, il est l'élève de Nadia Boulanger, Georges Dandelot, Alfred Cortot et Ernst Levy à l'École Normale de Musique de Paris, obtenant un diplôme en «Harmonie, Contrepointe et Fugue». Lorsque Paris tombe aux mains des Allemands en juin 1940, il s'enfuit aux États-Unis avec Boulanger, et poursuit ses études avec elle à la Longy School of Music de Cambridge, Massachusetts, obtenant un autre diplôme. Cependant, il est rapidement enrôlé dans le Corps des transmissions de l'armée américaine. En mai 1943, il est fiancé à Alida White, étudiante en chant et petite-fille du légendaire architecte des Beaux-Arts, Stanford White. Il passe ensuite la durée de la guerre en Europe dans une unité affectée à la liaison entre les troupes américaines et les combattants et personnels alliés français,
.

## Influences stylistiques
Influencé très tôt par Igor Stravinsky et l'école néoclassique, les compositions de Lessard sont principalement de style néoclassique et généralement de courte durée ; il emploie également des techniques sérielles, bien que ne dépendant d'aucun système rigide. Il est également influencé par le travail de Debussy et plus tard Webern. Grâce à un autre étudiant de Boulanger, Aaron Copland, il présente sa première sonate pour piano en 1941, remportant les éloges du compositeur et critique musical Virgil Thomson ainsi qu'une large reconnaissance publique. Au début de l'après-guerre, il a la chance d'avoir plusieurs de ses œuvres orchestrales interprétées et dirigées par Léon Barzin, Leonard Bernstein et Thor Johnson, à New York et ailleurs.

## Carrière
En 1962, il commence à enseigner la théorie et la composition à la toute nouvelle université d'État de New York à Stony Brook, où il reste jusqu'à sa retraite en 1990, tout en continuant à composer seul. Au cours de la période 1964-74, le professeur Lessard se concentre sur les chansons pour voix et piano, composant plus de 35 réglages.

## Enregistrements
Ses compositions sont enregistrées sur les labels CRI, Serenus Records et Opus One, avec un long intervalle de quelques enregistrements dans les années 1970 et 80. Les interprètes comprennent notamment une autre amie et protégée de Boulanger, la claveciniste Sylvia Marlowe.

## Vie privée
Lessard et son épouse Alida occupent le Red Cottage sur la vaste propriété de Box Hill surplombant le port de Nissequogue à St. James, Long Island, NY, où ils élèvent leurs  six filles.  
En plus de travailler avec Alida en sa qualité d'interprète accomplie de lieder, Lessard entretient également des relations étroites avec d'autres membres de la famille White vivant à proximité, collaborant souvent avec la poétesse Claire Nicolas White, épouse du frère d'Alida, Robert White, sculpteur et éducateur.  
Au début des années 1970, Jack et Alida divorcent. Le 12 juin 1973, il épouse Sarah Fuller, Ph.D, professeure et collègue de Stony Brook, et réside avec elle au 15 Scott's Cove Lane, à East Setauket. En 1996, la fille aînée de Lessard publie un livre, qui, tout en utilisant des pseudonymes, contient des allégations implicites d'irrégularités passées avec ses enfants alors qu'il se trouvait en état d'ébriété.  

## Décès
John Lessard meurt à East Setauket le 11 janvier 2003, à l'âge de 82 ans.[réf. nécessaire]

## Prix et récompenses
Lessard reçoit deux bourses Guggenheim (1946, 1953) ainsi que des prix du Fonds Alice M. Ditson (1946) et de l'Académie américaine des arts et des lettres (1952). Il reçoit également le titre de professeur émérite de musique à SUNY Stony Brook.

## Compositions
| Année | Titre                                                                  | Description                                                                              | Durée (min) |
| ----- | ---------------------------------------------------------------------- | ---------------------------------------------------------------------------------------- | ----------- |
| 1940  | Piano Sonata No.1                                                      | Piano solo                                                                               | 17          |
| 1941  | Concerto for Violin & Orchestra                                        | Chamber orchestra with flute, clarinet and violin                                        | 20          |
| 1946  | Box Hill Overture                                                      | Orchestra                                                                                |             |
| 1946  | Cantilena for Oboe & String Orchestra                                  | Mixed instrumental ensemble                                                              | 6           |
| 1946  | Little Concert: Suite for Piano                                        | Piano solo                                                                               | 7           |
| 1947  | Little Concert for Orchestra                                           | Orchestra                                                                                | 12          |
| 1948  | Three Movements for Violin and Piano                                   | Piano and violin                                                                         | 17          |
| 1951  | Toccata in Four Movements for Harpsichord                              | Large harpsichord – dedicated to Sylvia Marlowe                                          |             |
| 1952  | Concerto for Winds & Strings                                           | Chamber orchestra with flute, clarinet, violin, viola, cello and bassoon                 | 15          |
| 1956  | Sonata for Violoncello and Piano                                       | Piano and cello                                                                          |             |
| 1956  | Three Songs for St. Cecelia's Day                                      | Piano and voice – lyric after W.H. Auden                                                 | 8           |
| 1957  | Serenade For Symphony Orchestra                                        | Orchestra                                                                                | 11          |
| 1959  | Suite for Orchestra                                                    | Orchestra                                                                                | 12          |
| 1961  | Sinfonietta Concertante                                                | Chamber orchestra                                                                        | 15          |
| 1963  | String Trio                                                            | Violin, viola and cello                                                                  | 17          |
| 1964  | 12 Mother Goose Songs                                                  | Piano, voice, violin, viola and cello                                                    | 18          |
| 1966  | New Worlds for the Young Pianist I                                     | 24 pieces for young pianists                                                             |             |
| 1966  | New Worlds for the Young Pianist II                                    | 16 pieces for intermediate piano students                                                |             |
| 1966  | Trio in Sei Parti                                                      | Piano, violin and cello                                                                  | 18          |
| 1967  | Quodlibets for Brass Trio                                              | Trumpets and trombone                                                                    | 8           |
| 1969  | Fragments from the Cantos of Ezra Pound for Baritone And 9 Instruments |                                                                                          |             |
| 1971  | Brass Quintet                                                          |                                                                                          |             |
| 1973  | Trios of Consanguinity                                                 | In various combinations: violin or flute, viola or clarinet, cello or bassoon            | 12          |
| 1974  | Pastimes and an Alleluia                                               | Orchestra                                                                                |             |
| 1974  | Fantasy for Trumpet and Piano                                          | Trumpet and piano                                                                        | 11          |
| 1978  | Movements for Trumpet & Various Instruments VI                         | Trumpet solo, tom-toms, temple blocks, xylophone and crotales                            | 15          |
| 1980  | Threads of Sound Recalled                                              | Piano solo                                                                               | 20          |
| 1982  | Concerto for Harp & Orchestra                                          | Chamber orchestra with trumpet and harp                                                  | 22          |
| 1984  | Movements for Trumpet & Various Instruments VIII                       | Trumpet, vibraphone and marimba                                                          | 9           |
| 1984  | Pond in a Bowl                                                         | Piano, vibraphone, marimba, bongos and voice – lyric after Han Yu                        | 17          |
| 1985  | Four Pieces for Violin and Percussion                                  | Violin, xylophone, marimba, temple blocks and bongos                                     | 19          |
| 1988  | Bagatelle for Piano II                                                 | Piano solo                                                                               | 7           |
| 1989  | An Assembled Sequence for a Solo Percussionist                         | Glockenspiel, vibraphone, gongs, tam-tams, castanets, claves and guiro                   | 30          |
| 1989  | An Assembled Sequence VIII: Making A Collection                        | Vibraphone and marimba                                                                   | 10          |
| 1989  | Bagatelle for Piano III                                                | Piano solo                                                                               | 7           |
| 1989  | Ten Pieces for Piano Four Hands (Games and Pastimes)                   | Piano four-hands                                                                         | 16          |
| 1991  | Bagatelle for Piano IV                                                 | Piano solo                                                                               | 10          |
| 1992  | The Seasons                                                            | Piano, percussion and voice – lyric after T’ang Dynasty poems                            | 25          |
| 1993  | Quintet                                                                | Piano, flute, clarinet, violin, and cello                                                | 19          |
| 1994  | Gather and Disperse                                                    | Chamber orchestra with piano, flute, trumpet, trombone, clarinet, violin and percussion  | 19          |
| 1995  | Four Songs, on Poems by Claire Nicolas White                           | Piano and voice                                                                          | 19          |
| 1996  | Three Indian Tales                                                     | Percussion and voice – lyric by Claire Nicolas White, adapted from American Indian Tales | 18          |
| 1998  | Bagatelle for Piano V                                                  | Piano solo                                                                               | 7           |
| 2000  | Music for Solo Harp and Chamber Ensemble                               | Chamber ensemble with piano, flute, clarinet, violin, cello, harp and percussion         | 20          |